# Jorge Solari
Jorge Solari (Buenos Aires, 11 november 1941) is een Argentijns voormalig voetbalspeler- en trainer, die bij voorkeur als middenvelder speelde. Hij is de oom van Santiago Solari en Esteban Solari.

## Spelerscarrière
Solari, bijgenaamd "El Indio" ("The Indian"), speelde als middenvelder voor verschillende clubs in Argentinië. Hij begon zijn carrière bij Newell's Old Boys in 1960. In 1962 tekende hij voor Vélez Sársfield en in 1964 trad hij toe tot River Plate. Solari verliet River in 1969 en ging na een korte periode bij Estudiantes de La Plata met pensioen. Hij speelde ook in de Primera División (Mexico) voor Club de Fútbol Torreón.
In 1966 debuteerde hij in het Argentijns voetbalelftal, waarvoor hij sindsdien 10 interlands speelde. Solari nam met het Argentijns voetbalelftal deel aan de Wereldkampioenschap voetbal 1966.

## Trainerscarrière
Solari was als trainer actief bij clubs over de hele wereld, waaronder Atlético Junior in Colombia, waarmee hij in 1977 de Apertura won en Newell's Old Boys, waarmee hij tweemaal als runners-up eindigde. In 1988/89 won hij met Independiente de Primera division. Hij was manager van CD Tenerife in Spanje en leidde Saoedi-Arabië in 1994 voor het eerst in hun geschiedenis langs de groepsfase van het WK.
Na zijn succes met Saoedi-Arabië ging hij aan de slag bij Yokohama Marinos in Japan. Hierna keerde hij terug naar Zuid-Amerika, waar hij nog jarenlang actief was.

## Statistieken
| Argentijns voetbalelftal | Argentijns voetbalelftal | Argentijns voetbalelftal |
| Jaar                     | Duels                    | Goals                    |
| ------------------------ | ------------------------ | ------------------------ |
| 1966                     | 5                        | 0                        |
| 1967                     | 1                        | 0                        |
| 1968                     | 4                        | 0                        |
| Totaal                   | 10                       | 0                        |

## Clubs als spelers en trainer
| Club                          | Land       | Periode     |
| Als speler                    | Als speler | Als speler  |
| ----------------------------- | ---------- | ----------- |
| Newell's Old Boys             | ARG        | 1960 - 1961 |
| Vélez Sarsfield               | ARG        | 1962 - 1963 |
| River Plate                   | ARG        | 1964 - 1969 |
| Estudiantes (LP)              | ARG        | 1970        |
| CF Torreón                    | MEX        | 1971 - 1972 |
| Als trainer                   |            |             |
| Rosario Central               | ARG        | 1972 - 1973 |
| Tecos UAG                     | MEX        | 1974 - 1976 |
| Millonarios                   | COL        | 1977        |
| Newell's Old Boys             | ARG        | 1977 - 1978 |
| Club Renato Cesarini          | ARG        | 1978 - 1979 |
| Velez Sarfield                | ARG        | 1980        |
| Club Renato Cesarini          | ARG        | 1981 - 1982 |
| Junior de Barranquilla        | COL        | 1983        |
| Newell's Old Boys             | ARG        | 1984 - 1987 |
| Independiente                 | ARG        | 1987 - 1989 |
| CD Tenerife                   | ESP        | 1990 - 1992 |
| Club Renato Cesarini          | ARG        | 1992        |
| Newell's Old Boys             | ARG        | 1993        |
| Saoedi-Arabisch voetbalelftal | KSA        | 1994        |
| Yokohama Marino               | JPN        | 1995        |
| Rosario Central               | ARG        | 1995        |
| Club América                  | MEX        | 1997        |
| Aldosivi                      | ARG        | 1998        |
| Club Renato Cesarini          | ARG        | 1999        |
| Huachipato                    | CHI        | 2000        |
| Argentinos Juniors            | ARG        | 2002        |
| Barcelona Sporting Club       | ECU        | 2003        |
| Club Almagro                  | ARG        | 2003 - 2004 |
| Tiro Federal                  | ARG        | 2004        |
| Barcelona Sporting Club       | ECU        | 2004 - 2005 |
| Club Almagro                  | ARG        | 2005        |
| Tiro Federal                  | ARG        | 2005 - 2006 |
| Atlético Tucumán              | ARG        | 2006 - 2008 |
| Atlético Tucumán              | ARG        | 2011        |
| Coronel Aguirre               | ARG        | 2016        |